# Grylloderes quadristrigatus
Grylloderes quadristrigatus är en insektsart som först beskrevs av Henri Saussure 1877.  Grylloderes quadristrigatus ingår i släktet Grylloderes och familjen syrsor. Inga underarter finns listade i Catalogue of Life.